# آنا تيمبرانو
آنا تيمبرانو (بالإسبانية: Ana Temprano)‏ مواليد 24 يناير 1984 في أوفييدو، هي لاعبة كرة يد إسبانية تلعب كحارس مرمى. مثلت منتخب إسبانيا لكرة اليد للسيدات. حققت المركز الثاني في بطولة أوروبا لكرة اليد للسيدات 2014.

## الميداليات
| الميدالية | المسابقة                            |
| --------- | ----------------------------------- |
| فضية      | بطولة أوروبا لكرة اليد للسيدات 2014 |